# فرانسيس كيسي ألكانتارا
فرانسيس كيسي ألكانتارا (بالإنجليزية: Francis Casey Alcantara) مواليد 4 فبراير 1992 في كاجايان دو آورو، هو لاعب كرة مضرب فلبيني بدأ مسيرته كمحترف سنة 2009 يلعب باليد اليمنى. فاز ببطولة أستراليا المفتوحة 2009 للفتيان.

## روابط خارجية
- فرانسيس كيسي ألكانتارا على موقع رابطة محترفي التنس (الإنجليزية)
- فرانسيس كيسي ألكانتارا على موقع الاتحاد الدولي لكرة المضرب (الإنجليزية)
- فرانسيس كيسي ألكانتارا على موقع كأس ديفيز (الإنجليزية)
- فرانسيس كيسي ألكانتارا على موقع خلاصة التنس.كوم (الإنجليزية)